# Etanim
Etanim (hebr. איתנים; oficjalna pisownia w ang. Eitanim) – wieś położona w Samorządzie Regionu Matte Jehuda, w Dystrykcie Jerozolimy, w Izraelu.

## Położenie
Leży w górach Judei, w pobliżu miasta Jerozolimy.

## Historia
Pierwotnie w okolicy tej znajdowała się arabska wioska Bajt Umm al-Majs. Podczas I wojny izraelsko-arabskiej w drugiej połowie maja 1948 wioskę zajęły egipskie oddziały. Podczas operacji Ha-Har w nocy z 20 na 21 października 1948 wioskę zajęli Izraelczycy. Mieszkańcy zostali wysiedleni, a wszystkie domy wyburzono.
Współczesna osada została założona w 1950 jako ośrodek leczenia gruźlicy, w 1952 utworzony jako wieś.